# Nucras ornata
Nucras ornata — вид ящірок родини ящіркових (Lacertidae). Мешкає в Південній Африці.

## Поширення і екологія
Nucras ornata мешкають на півдні Замбії, в Малаві, Мозамбіку, Зімбабве, на сході Ботсвані, на північному сході Південно-Африканської Республіки та в Есватіні. Вони живуть на луках та в саванах.